# 최인
최인(崔駰, ? ~ 92년)은 후한 초기의 학자로, 자는 정백(亭伯)이며 탁군 안평현(安平縣) 사람이다.

## 개요
후한서 최인 열전을 보면 최씨가 낙랑을 다스리던 제후 가문이었다. 최인은 후한 화제(和帝)(88~105) 때의 사람으로 좌천되어 낙랑 지역으로 부임을 명 받았지만 거절하였다.
한나라 후한 화제(和帝) 원년 89년에 거기장군(車騎將軍) 두헌(竇憲)이 전횡을 하였다. 최인(崔駰)은 상소문을 한나라 조정에 올려 그것에 대해서 문제를 제기하였다. 그러자 불만을 품은 두헌은 최인의 공무원 공과를 일부러 높여서 낙랑군에 있었던 장잠현(長岑縣)으로 파견 보내려고 하였다. 그러나 최인은 멀리 외지로 나가 뜻이 없다고 하면서 낙랑 군왕을 고사 하고 집으로 돌아갔다.
최인(崔駰)의 아들은 최원으로 한나라 장군이 되었으며 문무에 능하여 시와 과학에도 조예가 깊었다고 한다.

## 같이 보기
- 최원
- 후한
- 후한 화제
- 낙랑군
- 두헌
- 청하 최씨